# JDS Katori (TV-3501)
Le JDS Katori, indicatif TV-3501, est une frégate d’entraînement construite entre 1967 et 1969 au Japon et en service dans la force maritime d'autodéfense japonaise de 1969 à 1998.

## Historique
Le Katori est commandé aux chantiers navals d’Ishikawajima-Harima Heavy Industries en 1966. La quille est posée le 8 décembre 1967 et le navire lancé le 19 novembre 1968. Achevé le 10 septembre 1969, il entre dans la foulée en service dans la force maritime d'autodéfense japonaise afin de servir de navire de formation et d’entraînement. Il est rattaché le 26 janvier 1995 à la première escadre d’entraînement de la flotte d’entraînement de la marine japonaise, puis retiré du service le 20 mars 1998,.

## Caractéristiques
Le Katori est une frégate de taille un peu supérieure à la moyenne des navires équivalents de son époque avec 128,7 m de long et 15 m de large, pour un tirant d’eau de 4,4 et un déplacement de 3 350 t pouvant aller jusqu’à 4 000 t à pleine charge. L’aménagement intérieur est adapté à sa fonction de navire-école, mais il peut rapidement être transformé en navire d’escorte en cas de besoin. Ainsi, le hangar à hélicoptère contient en temps normal une salle de cours et le dortoir des cadets. Ceux-ci sont au nombre de 165 et s’ajoutent au 295 hommes d’équipage.
La propulsion est assurée par deux turbines à vapeur fournissant 20 000 shp sur deux arbres, permettant au navire d’atteindre une vitesse maximale de 25 kn. L’armement principal est composé de quatre canons de 76 mm, deux tubes lance-torpilles triples de 32,4 cmet un tube quadruple lance-roquette de 375 mm. Deux affûts doubles de mitrailleuses de 12,7 mm le complètent pour assurer la défense contre les aéronefs et les petites embarcations. Les systèmes électroniques comprennent des radars SPS-12, OPS-17 et OPS-20, ainsi qu’un sonar SQS-4.